# Агролісомеліорація
Агролісомеліора́ція — комплекс лісівницьких заходів, спрямованих на поліпшення умов росту і розвитку сільськогосподарських культур з метою покращення родючості ґрунту і підвищення врожайності культур.
Агролісомеліорація передбачає створення системи захисних лісових насаджень на полях, вододілах, вздовж водойм, автострад, залізниць, залісення і закріплення пісків, ярів, озеленення населених пунктів.
До завдань агролісомеліорації входить боротьба з суховіями, змивом, розмивом і розвіюванням ґрунту, снігозатримання, захист водойм від заносу і замулювання, захист шляхів од вітрів і снігу.
Захисні лісові насадження дають деревину, плоди, технічну сировину, оздоровлюють і прикрашають місцевість, є місцем гніздування птахів.
У СРСР протягом 1948–1958 років площа полезахисних лісонасаджень зросла більш як на 1100 тис. га. В Україні за цей період вирощено 222,4 тис. га полезахисних лісових смуг, заліснено і закріплено понад 140 тис. га ярів і близько 180 тис. га пісків. 

## Проблеми агролісомеліорації в Україні
Загострення екологічних проблем функціонування сучасних агроландшафтів, насамперед, пов'язано з використанням земель, що не забезпечує дотримання оптимальних параметрів екологічних і соціально-економічних функцій територій, відсутністю системних меліоративних та протиерозійних заходів на орних землях, які становлять близько 78 відсотків сільськогосподарських угідь. Захисні лісові насадження лінійного типу створюють екологічний каркас агроландшафтів, але їх кількість, лісівничий стан та безсистемне розміщення не відповідають сучасним вимогам.
Збереження і охорона орних земель належать до пріоритетів держави і є важливою умовою забезпечення збалансованого розвитку агроландшафтів, підвищення урожайності сільськогосподарських культур. В основу Концепції покладено заходи, спрямовані на розв'язання зазначеної проблеми шляхом покращення лісівничо-меліоративного стану захисних лісових насаджень лінійного типу та їх створення на основі науково обґрунтованих технологій.
Проблема неефективного захисту сільськогосподарських угідь захисними лісовими насадженнями лінійного типу зумовлена:
- незбалансованим співвідношенням орних земель, природних сіножатей і пасовищ, лісів;
- посиленням негативного впливу на агроландшафти та їх біологічну компоненту (зміна клімату, аридизація, техногенне навантаження тощо);
- погіршенням лісівничого стану захисних лісових насаджень лінійного типу, зменшенням їх площі, ослабленням захисних і меліоративних функцій;
- неефективністю конструкцій зазначених насаджень, що зменшує їх меліоративний вплив на сільськогосподарські угіддя;
- відсутністю завершених систем захисних лісових насаджень лінійного типу;
- застосуванням спрощених технологій у землеробстві, що послаблюють меліоративний вплив захисних лісових насаджень лінійного типу на сільськогосподарські угіддя;
- зменшенням обсягу створення агролісомеліоративних насаджень за останні десятиліття.

Водночас практика успішного ведення сільського господарства в економічно розвинутих країнах свідчить про важливість застосування захисних лісових насаджень лінійного типу як невід'ємної складової сучасного землеробства. У цих країнах на державному рівні прийняті програми створення захисних лісових насаджень лінійного типу, які фінансуються з бюджету та сприяють заохоченню землевласників до виконання програм на території їх землекористувань.
18 вересня 2013 р. Урядом була схвалена Концепція розвитку агролісомеліорації в Україні.

## Наукова дисципліна
Агролісомеліорація — наукова дисципліна, завданням якої є розроблення теоретичних питань степового масивного лісорозведення, створення полезахисних лісових смуг, боротьба з ерозією ґрунтів, закріплення і освоєння пісків, гірського лісорозведення. В Україні комплекс меліоративних лісонасаджень вперше створив у 1809–1835 роках В. Я. Ломиковський у Миргородському повіті. Вплив лісових смуг на польові культури вивчали на Полтавщині у 80-х роках XIX століття І. О. Базилевич, на території теперишньої Миколаївської області — у 1890-х роках О. О. Бичихін. Новий етап у розвитку агролісомеліорації пов'язаний з експедицією Лісового департаменту (1892–1899 років) під керівництвом В. В. Докучаєва. Експедиція розробила способи вирощування лісу в Степу, рекомендувала раціональний напрям степового лісорозведення, зокрема в Україні одержано дані про позитивний вплив захисних лісонасаджень на мікроклімат, ґрунти, гідрологічні умови. В СРСР дослідження з агролісомеліорації широко розгорнулися після закінчення Громадянської війни. В 1922 році створено Придеснянську протиерозійну дослідну станцію на Чернігівщині. 1930 року було організовано кілька лісових станцій, у тому числі на базі колишньої Великоанадольської дільниці — Маріупольську агролісомеліоративну дослідну станцію (Донецька область). Відкрито Український науково-дослідний інститут лісового господарства і агролісомеліорації імені Г. М. Висоцького в Харкові та Лісогосподарський інститут у Києві (1954 року увійшов до складу Української сільськогосподарської академії).

## Див.також
- Відновлювальне землеробство
- Пермакультура